# ديه ويب
ديه ويب (بالإنجليزية: Des Webb)‏ هو لاعب اتحاد الرغبي نيوزيلندي، ولد في 10 سبتمبر 1934 في Kawakawa, New Zealand ‏ في نيوزيلندا، وتوفي في 24 مارس 1987 في وانغاري في نيوزيلندا.